# Älgtjärnen (Hällefors socken, Västmanland)
Älgtjärnen är en sjö i Hällefors kommun i Västmanland och ingår i Göta älvs huvudavrinningsområde.